# Calotesta alba
 Calotesta alba  P.O.Karis, 1990 è una specie di pianta angiosperma dicotiledone della famiglia delle Asteraceae (sottofamiglia Asteroideae, tribù Gnaphalieae e sottotribù Gnaphaliinae).  Calotesta alba è anche l'unica specie del genere  Calotesta  P.O.Karis, 1990.

## Etimologia
Il nome del genere (Calotesta) deriva da due parole greche "calos" (= bello) e "testa" (= tegumento, mantello, tessuto di rivestimento); il nome si riferisce all'aspetto dell'epidermide del capolino persistente con una distinta cuticola verdastra lucida. L'epiteto specifico (alba) significa "bianco".
Il nome scientifico della specie è stato definito dal botanico Per Ola Karis (1955-) nella pubblicazione " Botanical Journal of the Linnean Society" ( Bot. J. Linn. Soc. 102(1): 25) del 1990. Il nome scientifico del genere è stato definito nella stessa pubblicazione.

## Descrizione
Habitus. La specie di questa voce ha un habitus di tipo arbustivo. I cauli di queste piante sono provvisti del floema, ma non di canali resiniferi; mentre i sesquiterpeni lattoni sono normalmente assenti (piante senza lattice).
Fusto. La parte aerea in genere è un arbusto ramificato con portamenti rampicanti. I rami sono tomentosi (quelli vecchi sono glabri). Altezza media: 0,3 - 0,5 metri.
Foglie. Le foglie, di tipo ericoide, in sono disposte in modo alternato. La lamina (lunga 1/3 rispetto alle brattee dell'involucro) con forme da lanceolate a obovate e apici acuti e mucronati, è intera piatta o contorta; i margini sono continui e involuti. La superficie è tomentosa o lanosa (in particolare quella superiore). Dimensione delle foglie: 3 -19 x 0,3 - 2,2 mm.
Infiorescenza. Le sinflorescenze sono sia scapose che composte da pochi capolini raccolti in formazioni di piccoli gruppi. Le infiorescenze vere e proprie sono formate da un capolino terminale peduncolato di tipo discoide (con fiori omogami). I capolini sono formati da un involucro, con forme campanulate, composto da circa 20 brattee, al cui interno un ricettacolo fa da base ai fiori. Le brattee, glabre o pelose a consistenza cartacea, sono disposte in modo più o meno embricato su 3 - 4 serie e possono essere connate alla base (strati di stereoma indiviso);  talora possono avere un margine ialino. Il ricettacolo è nudo ossia senza pagliette a protezione della base dei fiori; la forma è variabile da piatta a conica. Larghezza del capolino: 4 – 9 mm.
Fiori.  I fiori (20 - 28 fiori per capolino) sono tetra-ciclici (formati cioè da 4 verticilli: calice – corolla – androceo – gineceo) e pentameri (calice e corolla formati da 5 elementi). Sono inoltre tubulosi, attinomorfi e si distinguono in:
- fiori del disco esterni: sono assenti;
- fiori del disco centrali: sono ermafroditi.

In questo gruppo di piante i fiori radiati (ligulati o del raggio) sono assenti; a volte sono confusi con i fiori femminili (tubulosi) del disco esterno più o meno sub-zigomorfi con un lembo piatto e possono essere interpretati come fiori del raggio.
- Formula fiorale:

*/x K {\displaystyle \infty }, [C (5), A (5)], G 2 (infero), achenio
- Calice: i sepali del calice sono ridotti ad una coroncina di squame.
- Corolla: la forma della corolla normalmente è tubolare (strettamente cilindrica) con 5 lobi; i lobi hanno una forma deltata o più o meno lanceolata. Il colore della corolla è porpora. Lunghezza dei fiori: 3 - 3,5 mm.
- Androceo: l'androceo è formato da 5 stami sorretti da filamenti generalmente liberi; gli stami sono connati e formano un manicotto circondante lo stilo; le teche (produttrici del polline) sono prive di sperone, ma hanno la coda (una sola e ramificata); le appendici apicali delle antere hanno delle forme piatte; il tessuto endoteciale (rivestimento interno dell'antera) è quasi sempre polarizzato (con due superfici distinte: una verso l'esterno e una verso l'interno). Il polline è di tipo echinato (con punte sporgenti) a forma sferica è formato inoltre da due strati di ectesine, mentre lo strato basale è spesso e regolarmente perforato (tipo “gnafaloide”).[8]
- Gineceo: l'ovario è infero uniloculare formato da 2 carpelli. Lo stilo (il recettore del polline) è intero o biforcato con due stigmi nella parte apicale; alla base è ispessito. Gli stigmi hanno una forma oblunga, affusolata e troncata all'apice; possono essere ricoperti da minute papille o avere dei penicilli apicali. Le superfici stigmatiche sono separate (distinte e non confluenti). I nettari sono presenti.[8]
- Antesi: da febbraio a marzo.

Frutti. I frutti sono degli acheni con pappo. Gli acheni (uno o due per capolino) sono piccoli a forma ellissoide; la superficie è glabra e verdastra; il pericarpo può essere percorso longitudinalmente da alcuni fasci vascolari. Il pappo, caduco e in genere ridotto, è formato da setole capillari (piumose o barbate) libere.

## Biologia
Impollinazione: l'impollinazione avviene tramite insetti (impollinazione entomogama tramite farfalle diurne e notturne).

Riproduzione: la fecondazione avviene fondamentalmente tramite l'impollinazione dei fiori (vedi sopra).

Dispersione: i semi (gli acheni) cadendo a terra sono successivamente dispersi soprattutto da insetti tipo formiche (disseminazione mirmecoria). In questo tipo di piante avviene anche un altro tipo di dispersione: zoocoria. Infatti gli uncini delle brattee dell'involucro (se presenti) si agganciano ai peli degli animali di passaggio disperdendo così anche su lunghe distanze i semi della pianta. Inoltre per merito del pappo il vento può trasportare i semi anche a distanza di alcuni chilometri (disseminazione anemocora).

## Distribuzione e habitat
La specie di questa voce è distribuita in Sudafrica (distretto di Ladismith nel Western Cape). L'habitat preferito sono le falesie e tra le rocce di arenaria in alta montagna su altitudini tra 1.800 e 2.000 m con esposizioni meridionali.

## Tassonomia
La famiglia di appartenenza di questa voce (Asteraceae o Compositae, nomen conservandum) probabilmente originaria del Sud America, è la più numerosa del mondo vegetale, comprende oltre 23.000 specie distribuite su 1.535 generi, oppure 22.750 specie e 1.530 generi secondo altre fonti (una delle checklist più aggiornata elenca fino a 1.679 generi). La famiglia attualmente (2021) è divisa in 16 sottofamiglie; la sottofamiglia Asteroideae è una di queste e rappresenta l'evoluzione più recente di tutta la famiglia.

### Filogenesi
Il genere di questa voce è descritto nella tribù Gnaphalieae, una delle 21 tribù della sottofamiglia Asteroideae. Da un punto di vista filogenetico, la tribù Gnaphalieae fa parte del supergruppo (o sottofamiglia) "Asteroideae grade"; l'altro è il supergruppo "Non-Asteroideae" contenente il resto delle sottofamiglie delle Asteraceae. All'interno del supergruppo è vicina alle tribù Senecioneae, Calenduleae, Astereae e Anthemideae.
Il genere della specie di questa voce appartiene al clade Metalasia, un gruppo informale della sottotribù Gnaphaliinae che occupa una posizione centrale nell'ambito filogenetico della sottotribù. Le specie di questo gruppo sono di tipo ericoide con portamenti più o meno arbustivi, con pochi e piccoli fiori, stretti capolini, spesso con brattee cartacee, bianche o colorate. In particolare i capolini sono riuniti in sinflorescenze di varia forma e dimensione che spesso forniscono caratteri diagnostici per riconoscere le varie specie del gruppo. "Metalasia clade", monofiletico e composto da 8 generi soprattutto del Sudafrica, può essere diviso in due gruppi: (1) il genere Metalasia insieme al genere monotipo Planea (compresi in posizione "basale" i generi Lachnospermum e Phaenocoma) e (2) il resto del clade. "Calotesta" appartiene al secondo gruppo e insieme al genere Hydroidea forma un "gruppo fratello".
Il cladogramma seguente, tratto dallo studio citato e semplificato, mostra una possibile configurazione filogenetica della sottotribù evidenziando la posizione della specie di questa voce.
|  | \| \| Metalasia \| \| \| \| \| \| Planea \| \| \| \| |
|  |                                                      |
|  | Lachnospermum                                        |
|  |                                                      |
|  | Metalasia                                            |
|  |                                                      |
|  | Planea                                               |
|  |                                                      |

|  | Metalasia |
|  |           |
|  | Planea    |
|  |           |

|  | \| \| Metalasia \| \| \| \| \| \| Planea \| \| \| \| |
|  |                                                      |
|  | Lachnospermum                                        |
|  |                                                      |
|  | Metalasia                                            |
|  |                                                      |
|  | Planea                                               |
|  |                                                      |

|  | Metalasia |
|  |           |
|  | Planea    |
|  |           |

|  | Atrichantha                                             |
|  |                                                         |
|  | \| \| Calotesta \| \| \| \| \| \| Hydroidea \| \| \| \| |
|  |                                                         |
|  | Calotesta                                               |
|  |                                                         |
|  | Hydroidea                                               |
|  |                                                         |

|  | Calotesta |
|  |           |
|  | Hydroidea |
|  |           |

|  | Atrichantha                                             |
|  |                                                         |
|  | \| \| Calotesta \| \| \| \| \| \| Hydroidea \| \| \| \| |
|  |                                                         |
|  | Calotesta                                               |
|  |                                                         |
|  | Hydroidea                                               |
|  |                                                         |

|  | Calotesta |
|  |           |
|  | Hydroidea |
|  |           |

|  | \| \| Metalasia \| \| \| \| \| \| Planea \| \| \| \| |
|  |                                                      |
|  | Lachnospermum                                        |
|  |                                                      |
|  | Metalasia                                            |
|  |                                                      |
|  | Planea                                               |
|  |                                                      |

|  | Metalasia |
|  |           |
|  | Planea    |
|  |           |

|  | \| \| Metalasia \| \| \| \| \| \| Planea \| \| \| \| |
|  |                                                      |
|  | Lachnospermum                                        |
|  |                                                      |
|  | Metalasia                                            |
|  |                                                      |
|  | Planea                                               |
|  |                                                      |

|  | Metalasia |
|  |           |
|  | Planea    |
|  |           |

|  | Atrichantha                                             |
|  |                                                         |
|  | \| \| Calotesta \| \| \| \| \| \| Hydroidea \| \| \| \| |
|  |                                                         |
|  | Calotesta                                               |
|  |                                                         |
|  | Hydroidea                                               |
|  |                                                         |

|  | Calotesta |
|  |           |
|  | Hydroidea |
|  |           |

|  | Atrichantha                                             |
|  |                                                         |
|  | \| \| Calotesta \| \| \| \| \| \| Hydroidea \| \| \| \| |
|  |                                                         |
|  | Calotesta                                               |
|  |                                                         |
|  | Hydroidea                                               |
|  |                                                         |

|  | Calotesta |
|  |           |
|  | Hydroidea |
|  |           |

I caratteri distintivi (e diagnostici) della specie  Calotesta alba sono:
- le foglie sono lunghe 1/3 rispetto alle brattee dell'involucro:
- le sinflorescenze sono formate da capolini solitari o 2 - 3 raggruppati;
- i capolini sono grandi con forme campanulate;
- i fiori per capolino sono numerosi e quelli centrali sono colorati di porpora.